# Rhynchactis microthrix
Rhynchactis microthrix es un pez abisal que pertenece a la familia Gigantactinidae. Habita en la parte occidental del Océano Índico, donde se encuentra a una profundidad de alrededor de 2250 metros (7380 pies). Esta especie crece hasta una longitud de 11,3 centímetros (4,4 pulgadas) SL.
Fue reconocida por primera vez en 1998, por Erik Bertelsen y Theodore Wells Pietsch III.

### Lectura recomendada
- Pietsch, T.W.0 Oceanic anglerfishes. Extraordinary diversity in the deep sea. Oceanic Anglerfishes, i-xii; 1-557pp. (Ref. 86949).
- Chinese Academy of Fishery Sciences Chinese aquatic germplasm resources database. (Ref. 58108).